# Maria Pawlikowska-Jasnorzewska
Maria Pawlikowska-Jasnorzewska, nascida Kossak, (Cracóvia, 24 de novembro de 1891 — Manchester, 09 de julho de 1945) foi uma prolífica poetisa polonesa conhecida como "Safo polonesa" e "rainha da poesia lírica" durante o período entre-guerras da Polônia. Ela tem um planeta menor com o seu nome, graças ao astrônomo tcheco Zdeňka Vávrová.

## Biografia

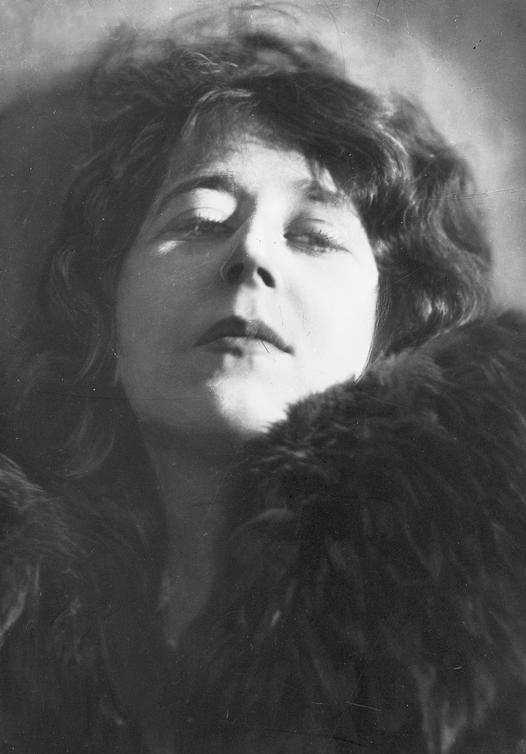
Pawlikowska-Jasnorzewska na década de 1920

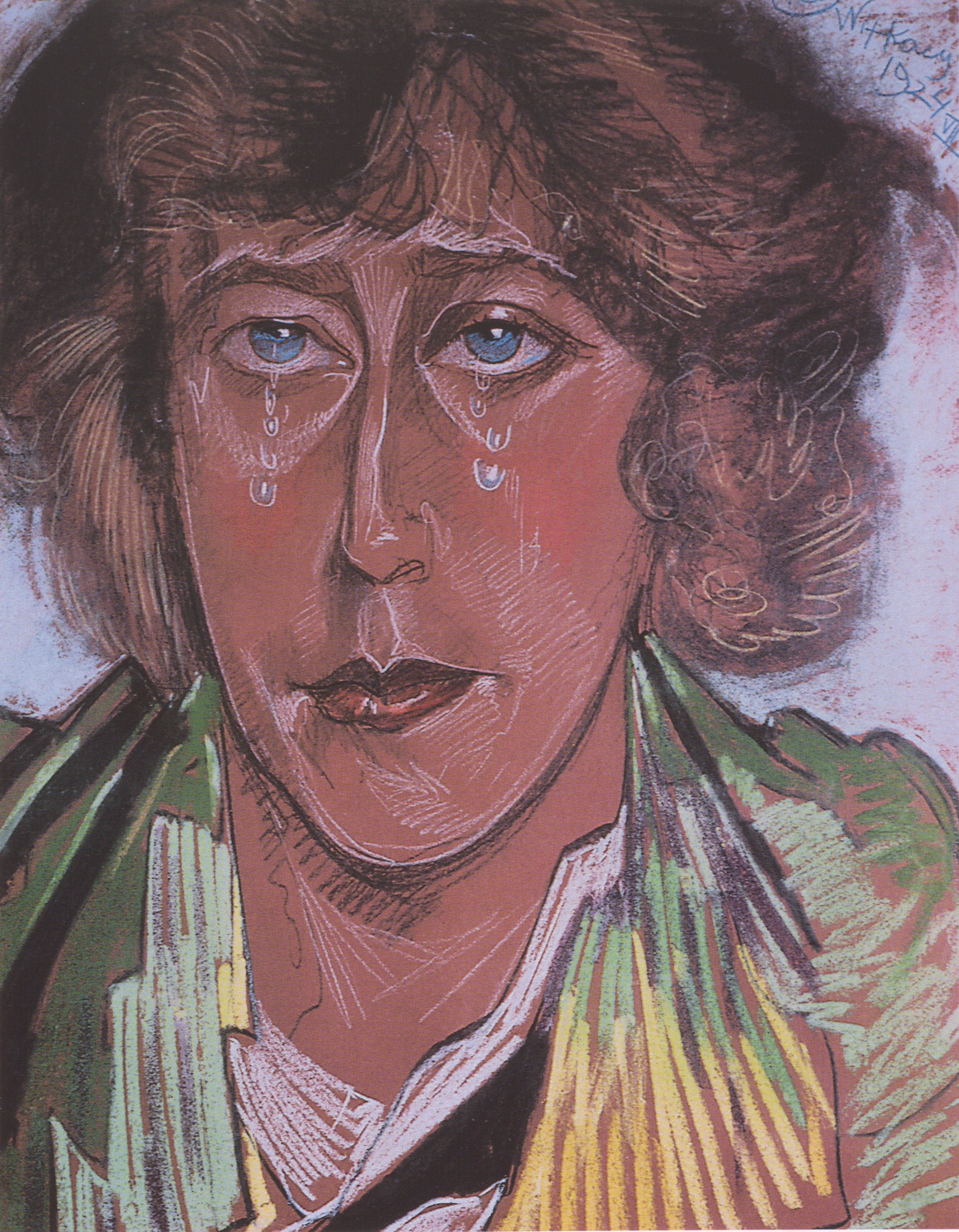
Pawlikowska-Jasnorzewsk desenhada em pastel por Witkiewicz, 1924

Nascida na Cracóvia em uma família de pintores, Maria Kossak cresceu na mansão conhecida como Kossakówka, cercada por artistas, escritores e intelectuais. Seu avô, Juliusz Kossak, e seu pai, Wojciech Kossak, eram pintores profissionais famosos por suas representações de cenas históricas e cavalos. Sua irmã mais nova, Magdalena Samozwaniec, também era uma escritora popular de sátira.
Fluente em francês, inglês e alemão, na juventude, Kossak dividiu seu tempo entre pintura e poesia. Foi somente durante o casamento com Jan Pawlikowski — após a anulação do primeiro casamento com Władysław Bzowski — que prevaleceram seus interesses literários, inspirados nas discussões do casal sobre sua produção poética e o mundo da literatura em geral. Seu relacionamento apaixonado baseado em interesses compartilhados e amor mútuo foi uma fonte inesgotável de inspiração poética para ela. No entanto, seu segundo casamento também acabou.
Após seu divórcio, Maria Pawlikowska se associou ao grupo de poetas Skamander de Varsóvia: Julian Tuwim, Jan Lechoń, Kazimierz Wierzyński e outros escritores renomados como Jarosław Iwaszkiewicz, Irena Krzywicka, Kazimiera Iłłakowiczówna e Tadeusz Boy-Żeleński, muitas vezes se encontravam em Mała Ziemiańska. No período entre-guerras, Pawlikowska-Jasnorzewska publicou doze volumes de poesia e estabeleceu-se como uma das poetisas mais inovadoras da época.
Ela começou sua carreira como dramaturga em 1924, com sua primeira farsa, Archibald the Chauffeur, produzida em Varsóvia. Em 1939, ela havia escrito quinze peças cujo tratamento de tópicos tabus, como aborto, casos extraconjugais e incesto, provocaram escândalos. Ela foi comparada pelos críticos a Molière, Marivaux, Oscar Wilde, George Bernard Shaw e Witkacy. Suas peças retratavam sua abordagem não convencional à maternidade, que ela entendia como uma obrigação dolorosa que acaba com a paixão mútua. Ela falou em apoio ao direito da mulher de escolher.
Em 1939, no início da Segunda Guerra Mundial, ela seguiu seu terceiro marido, Stefan Jasnorzewski, para a Inglaterra. Ela foi diagnosticada com câncer ósseo em 1944, logo tornando-se hemiplégica, e em 9 de julho de 1945 morreu em Manchester, cuidada até o fim por seu marido. Ela está enterrada com o marido no Southern Cemetery, Manchester .

## A Woman of Wonder

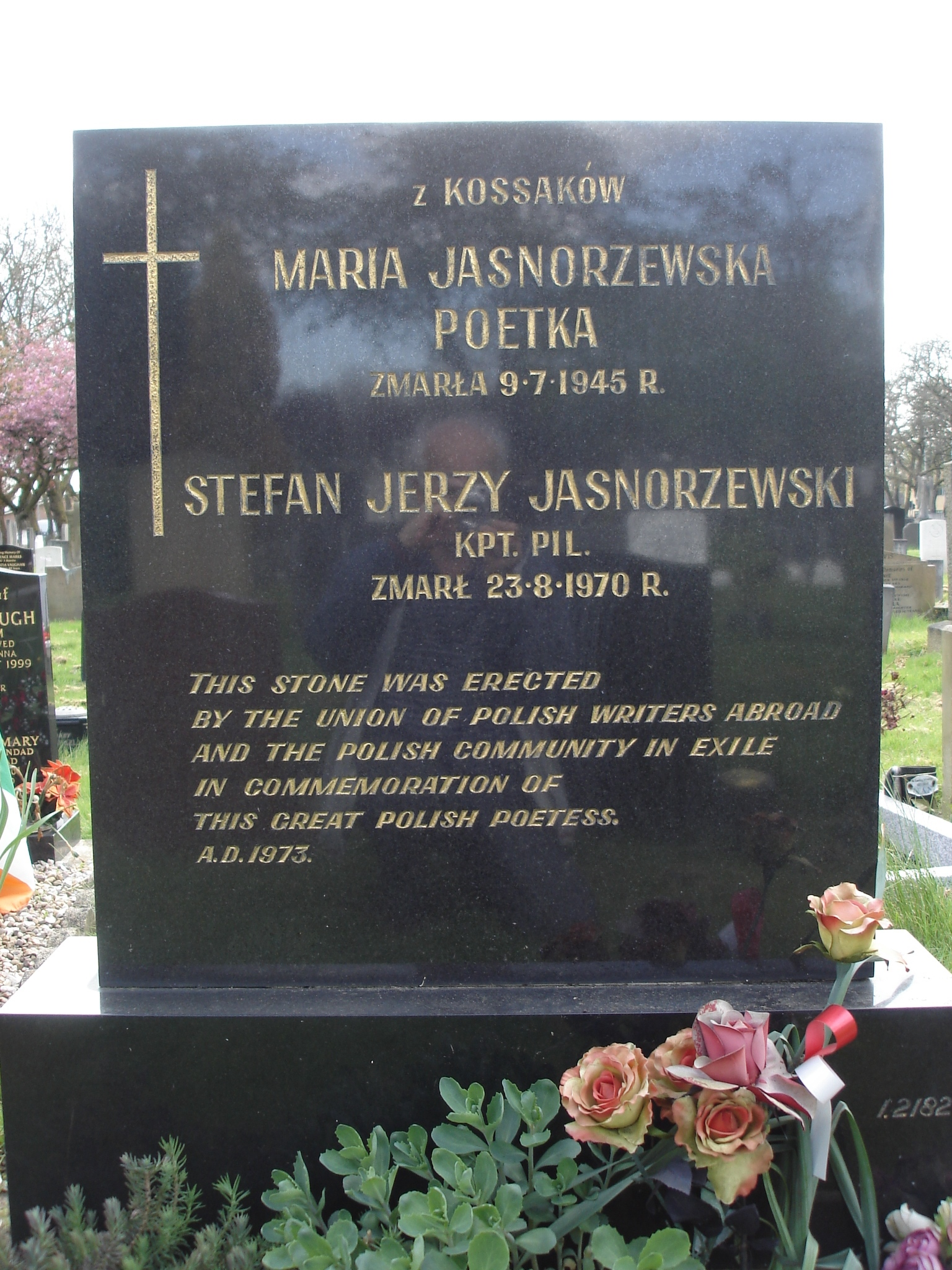
Sepultura, Cemitério do Sul, Manchester

Em 1937, Pawlikowska-Jasnorzewska escreveu uma peça antinazista, Baba-dziwo, que foi traduzida para o inglês por Elwira M. Grossman e Paul J. Kelly como A Woman of Wonder. Por conta desta obra, Pawlikowska-Jasnorzewska não pôde permanecer na Polônia durante a ocupação nazista.

## Obras
- Niebieskie migdały, Cracóvia 1922
- Różowa magia, Cracóvia 1924
- Narcyz 1926
- Szofer Archibald. Comédia em 3 atos, estreia: Warsaw, The New Theatre 1924, publicação: "Świat" 1924 (# 45–52)
- Kochanek Sybilli Thompson . Fantasia futurista em 3 atos, estreia: Cracóvia, Teatro J. Słowacki 1926
- Pocałunki, Varsóvia 1926
- Dançando. Karnet maluco , Varsóvia 1927
- Wachlarz, Varsóvia 1927
- Cisza leśna, Varsóvia 1928
- Paryż, Varsóvia 1929
- Perfil białej damy, Varsóvia 1930
- Egipska pszenica . Peça em 3 atos, estreia: Cracóvia, Teatro J. Słowacki 1932
- Mrówki (myrmeis) . Peça em 3 atos, estreia: Cracóvia, Teatro J. Słowacki 1936
- Refer . Farsa em 3 atos, estreia: TV polonesa 1968, publicação: "Diálogo" 1979
- Zalotnicy niebiescy . Peça em 3 atos, estreia: Varsóvia, The New Theatre 1933, publicação Cracóvia 1936
- Surowy jedwab, Varsóvia 1932
- Powrót mamy . Comédia em 3 atos, estreia: Varsóvia, The New Theatre 1935
- Śpiąca załoga, Varsóvia 1933
- Dowód osobistia . Comédia em 3 atos, estreia: Varsóvia, The New Theatre 1936
- Nagroda literacka . Comédia em 4 atos, estreia: Varsóvia, The New Theatre 1937
- Balet powojów, Varsóvia 1935
- Biedna młodość, peça de rádio, rádio polonesa 1936
- Pani zabija pana, peça de rádio, rádio polonesa 1936
- Krystalizacje, Varsóvia 1937
- Złowrogi portret, peça de rádio, rádio polonesa 1937
- Baba-dziwo . TragiComédia em 3 atos, estreia: Cracóvia, Teatro J. Słowacki 1938, publicação: "Diálogo" 1966
- Dewaluacja Klary . Comédia em 3 atos, estreia: Poznań, Teatr Polski 1939
- Popielaty welon. Fantazja sceniczna w 9 obrazach , estreia: Varsóvia, Teatr Narodowy 1939
- Szkicownik poetycki . Varsóvia 1939
- Gołąb ofiarny, poemas, Glasgow 1941
- Róża i lasy płonące . Londres, 1941
- Czterolistna koniczyna albo szachownica . Londres, 1980

## Prêmios
- Prêmio literário da cidade de Cracóvia (1937)
- Louro de Ouro da Academia Polonesa de Literatura (1935)